# 현대엠시트
현대엠시트는 자동차용 시트를 생산하는 기업이다.

## 연혁
- 2011 현대엠시트(주)로 사명 변경
- 2005 현대자동차 그룹으로 편입 // 엠시트(주)로 사명변경
- 2002 아산 GH 공장 준공 // 현대오토모티브(주) 사명 변경
- 2000 성우정공(주), 타이거넷(주) 합병
- 2000 성우오토모티브(주) 사명 변경
- 1999 울산 시트공장 이전 (경주) // 성우특장 합병
- 1995 성우정공(주)로 사명 변경
- 1987 서한정기(주) 설립

## 사업장
- 본사 - 충청남도 아산시 신창면 서부북로 231번지
- 울산공장 - 경상북도 경주시 외등읍 관문로 955-11